# 拉斯維加斯豹紋蛙
拉斯維加斯豹紋蛙（Rana fisheri），維加斯谷蛙，是美國特有的一種蛙。牠們於美國拉斯維加斯及內華達州的克拉克縣和莫戈永山西北部地區海拔370及760米出現。
在克拉克縣曾發現了10個拉斯維加斯豹紋蛙的標本，並存放在密歇根大學。由於曾許久未被再次觀察到，在2011年以前，它們被認爲已經滅絕。而在2011年，一項基因分析表明，拉斯維加斯豹紋蛙的DNA與分佈在莫戈永山西北部地區的奇裏卡瓦豹紋蛙(Rana chiricahuensis)完全一致，而後者目前仍是一個現生種。這意味它們並沒有絕滅，且與奇裏卡瓦豹紋蛙的莫戈永山西北部地區種羣屬同一物種。根據命名優先權，位於莫戈永山西北部地區的種羣，重新定義歸類至拉斯維加斯豹紋蛙，而分佈於南部和東部地區的種羣則繼續沿用奇裏卡瓦豹紋蛙的學名。

## 外部連結
- Amphibian Species of the World - Lithobates fisheri (Stejneger, 1893) （页面存档备份，存于）
- The Extinction Website - Vegas Valley Leopard Frog